# Coxicerberus andamanensis
Coxicerberus andamanensis är en kräftdjursart som först beskrevs av Nicole Coineau och Rao 1972.  Coxicerberus andamanensis ingår i släktet Coxicerberus och familjen Microcerberidae. Inga underarter finns listade i Catalogue of Life.